# Motor Fiat Twin Cam
El motor Fiat Twin Cam (también conocido como el Lampredi Twin), es un avanzado motor de combustión interna de cuatro cilindros en línea diseñado por Aurelio Lampredi y producido por los fabricantes italianos Fiat S.p.A. y Lancia desde 1966 hasta 1994. Lo sustituyeron por la familia de la serie B. Se han diseñado como turbodiésel, gasolina y unidades específicas para el "motor Twin Spark" de Alfa Romeo, que sustituye a la original del motor Alfa Romeo Twin Cam, todos con tracción delantera en los Alfa Romeo. Como su nombre indica, se trata de un diseño DOHC, que era bastante inusual en 1960. Tiene un desplazamiento que va de 1297 a 1995 cm³ (1,3 a 2 L) (79,1 a 121,7 plg³).

## Historia
Fue utilizado en Fiat, Seat, Lancia, Morgan y Alfa Romeo. Fiat fue el pionero en su desarrollo, utilizando la tecnología monobloque, impulsada por árbol de levas y culatas de aluminio. Es fácil de mantener y robusto, ya que en todas sus versiones se basa en el mismo sistema. Esto significa que puede ser fácilmente actualizado a un mayor desplazamiento. Una versión muy versátil de 1,6 L con 110 CV (108 HP; 81 kW), se puede ajustar para producir más de 200 CV (197 HP; 147 kW), ambas con turbocompresor y sobrealimentación.
Popularmente, a este estilo se lo conoce con el término "bialbero", el cual es una palabra que denota la incorporación del sistema de doble árbol de levas a la cabeza. Esta palabra es derivada del término italiano "albero a camme", cuya traducción al español es árbol de levas.

## Aplicaciones
- 1972-1976 Fiat / Seat 124 Abarth
- 1966-1985 Fiat / Seat 124 Berlina / Spider / Coupé
- 1967-1972 Fiat 125
- 1972-1984 Fiat / Seat 132/Argenta
- 1972-1984 Lancia beta Berlina / Coupé / Spider / HPE
- 1977-1980 Fiat / Seat 131 Abarth
- 1974-1984 Fiat / Seat 131/Mirafiori
- 1975-1984 Lancia Monte Carlo
- 1981-1985 Morgan 4 / 4
- 1978-1988 Fiat / Seat Ritmo / Strada
- 1980-1994 Lancia Delta / HF / Integrale Alfa Romeo 155 Q4
- 1981-1984 Lancia Trevi
- 1982-1983 Lancia Rally
- 1984-1990 Fiat Regata
- 1985-1990 Fiat Regata Weekend
- 1985-1996 Fiat Croma
- 1985-1994 Lancia Thema
- 1990-1999 Fiat Tempra
- 1990-1999 Fiat Tipo
- 1994-1998 Lancia Kappa
- 1989-2000 Lancia Dedra
- 1994-2000 Fiat Coupé

## Automovilismo
El Twin Cam ha sido ampliamente utilizado también en competición y ha sido el de mayor éxito en la historia en el Campeonato Mundial de Rallys, que ha sido ganado por fabricantes como Fiat y Lancia, utilizando motorizaciones basadas en el Twin Cam de Lampredi, para un total de 10 años.
| Constructor | Coches usados en la carrera           | Total | Años            |
| ----------- | ------------------------------------- | ----- | --------------- |
| Fiat        | Fiat 124 Abarth                       | 3     | 1972-1976       |
| Fiat        | Fiat 131 Abarth                       | 3     | 1977-1978, 1980 |
| Lancia      | Lancia 037                            | 1     | 1983            |
| Lancia      | Lancia Delta HF 4WD y Delta Integrale | 6     | 1987-1992       |